# Битва за Москву (кіноепопея)
«Битва за Москву» (рос. «Битва за Москву») — російська радянська широкоформатна кіноепопея з двох фільмів, знята спільно кінематографістами СРСР і Чехословаччини, за участю кінематографістів НДР і В'єтнаму у 1985 році, присвячена початковому періоду Німецько-радянської війни (подій 1941 року). Режисера Юрій Озеров.
Створена на основі документальних матеріалів кіноепопея з хронікальною точністю відтворює великі битви Німецько-радянської війни — Перший героїчний опір Червоної армії в Брестській фортеці й перша поразка  Гітлера —  розгром німецьких військ під Москвою. У двох фільмах кіноепопеї немає вигаданих персонажів. Тільки реальні люди з конкретними біографіями.
У сценарії до фільму також були використані мемуари Г. К. Жукова «Спогади і роздуми».

## Сюжет
У першому фільмі («Агресія») зображені події, що відбувалися в Європі, Азії та на території СРСР напередодні й на початку Німецько-радянської війни. Німеччина готується до нападу на Радянський Союз, про що в Москву доповідає ряд радянських розвідників. Відмовившись виконувати наказ Центру про повернення в Москву, радянський розвідник Ріхард Зорге продовжує роботу в Японії й правильно повідомляє про реальну дату нападу Німеччини на СРСР. Однак Сталін не довіряє цим повідомленням, що призводить до фатального прорахунку і величезних поразок і втрат. Стає видна правота начальника Генерального штабу Червоної армії Георгія Жукова, який попереджав про прорахунки в підготовці до війни. Дається велика картина масштабних битв початку війни (бої в Бресті, танкова битва під Дубно, оборона Могильова, Смоленська битва).
Другий фільм («Тайфун») охоплює події від початку розробки гітлерівським штабом операції захоплення Москви до основних битв великої битви за Москву. Ріхард Зорге знову повідомляє правильну інформацію про те, що Японія до кінця 1941 року і на початку 1942 року не виступить проти СРСР, що позбавляє країну від виснажливої війни на два фронти. Для Ріхарда Зорге передача цієї інформації виявляється фатальною — передавач пеленгує японська контррозвідка, а самого Зорге заарештовують і засуджують до смертної кари. Але в Москві до цього донесення Зорге вже прислухалися. Сталін зміг без особливого ризику зняти зі східних кордонів країни 26 кадрових, добре навчених далекосхідних дивізій і перекинути їх на Західний фронт, під Москву, що запобігло її захопленню гітлерівцями. Полководницький талант Георгія Жукова і героїзм рядових радянських громадян, як військових, так і ополченців, дозволяють відкинути німецькі війська від околиць Москви. Показані масштабні кадри оборонних боїв (у тому числі подвиги подільських курсантів і 28-ми панфіловців) і контрнаступу радянських військ.
У всьому змісті кіноепопеї простежується ідея переваги військового таланту полководця Георгія Жукова та героїзму рядових радянських людей над нерішучістю і підозрілістю Йосипа Сталіна і дурістю і боягузтвом частини вищого командування Червоної Армії на початку війни.

## У ролях
| Актор                      | Роль                                                                     |
| -------------------------- | ------------------------------------------------------------------------ |
| Юозас Будрайтіс            | Ріхард Зорге                                                             |
| Ахім Петрі                 | Адольф Гітлер                                                            |
| Ігор Класс                 | підполковник Рюдерер                                                     |
| Еммануїл Віторган          | комісар Брестської фортеці Фомін                                         |
| Микола Засухін             | Молотов                                                                  |
| В'ячеслав Єзепов           | секретар Московського міськкому Щербаков                                 |
| Леонід Кулагін             | начштабу Південно-Західного фронту Пуркаєв                               |
| Степан Мікоян              | Анастас Мікоян                                                           |
| Євген Новіков              | Шверник                                                                  |
| Лев Пригунов               | генерал-майор Доватор                                                    |
| Геннадій Сайфулін          | генерал-майор Лелюшенко                                                  |
| Михайло Ульянов            | Жуков                                                                    |
| Яків Трипольський          | Сталін                                                                   |
| Володимир Трошин           | Ворошилов                                                                |
| Олександр Філіппенко       | командувач Західним фронтом генерал армії Павлов                         |
| Бруно Фрейндліх            | маршал Шапошников                                                        |
| Юрій Яковлєв               | комкор Петровський                                                       |
| Володимир Ткаченко         | генерал-лейтенант Голіков начальник розвідуправління                     |
| Ірина Шмельова             | Зоя Космодем'янська                                                      |
| Ірина Губанова             | мати Зої Космодем'янської                                                |
| Костянтин Степанков        | генерал-майор Панфілов                                                   |
| Геннадій Фролов            | полковник Орленко                                                        |
| Микола Іванов              | полковник Полосухін                                                      |
| Віктор Зозулін             | полковник Катуков                                                        |
| Василь Корзун              | Рябишев                                                                  |
| Анатолій Нікітін           | Калінін                                                                  |
| Олександр Голобородько     | Рокоссовський                                                            |
| Микола Крючков             | старий в Вязьмі                                                          |
| Олег Штефанко              | старший лейтенант Манчич                                                 |
| Леонід Євтіф'єв            | генерал Соколовський                                                     |
| Ростислав Янковський       | начальник Подільського піхотного училища генерал-майор Смирнов           |
| Андрій Мартинов            | командир москвичів-ополченців                                            |
| Дмитро Орловський          | командир-ополченець                                                      |
| Віктор Шульгін             | Павлов-батько                                                            |
| Володимир Ферапонтов       | Павлов                                                                   |
| Олександр Воєводін         | політрук Клочков                                                         |
| Петро Глєбов               | Будьонний                                                                |
| Микола Волков-мол.         | Командувач Південно-Західним фронтом генерал-полковник Кирпонос          |
| Олександр Мартинов         | командувач авіацією Західного фронту генерал-майор Копець                |
| Борис Щербаков             | генерал Романов                                                          |
| Валерій Юрченко            | комісар 8-го мехкорпусу бригадний комісар Попель                         |
| Віталій Розстальний        | маршал Тимошенко                                                         |
| Ромуалдс Анцанс            | майор Гаврилов (озвучив Ігор Васильєв)                                   |
| Володимир Кузнєцов         | член військової ради Південно-Західного фронту корпусний комісар Вашугін |
| Юрій Кузьменко             | танкіст Коровкін                                                         |
| Олександр Панкратов-Чорний | капітан Кияшко порученец Петровського                                    |
| Володимир Широков          | Жора Гусєв                                                               |
| Борис Гусаков              | Устинов                                                                  |
| Юрій Гусєв                 | начштабу Західного фронту генерал-лейтенант                              |
| Володимир Землянікин       | офіцер 8-го мехкорпусу                                                   |
| Ігор Кашинцев              | секретар Сталіна Олександр Поскрьобишев                                  |
| Вадим Лєдогоров            | захисник Брестської фортеці                                              |
| Мікк Міківер               | Конєв                                                                    |
| Олег Федоров               | нарком                                                                   |
| Валерій Баринов            | Микола Олександрович                                                     |
| В'ячеслав Гуренков         | працівник міськвиконкому                                                 |
| Данило Нетребін            |                                                                          |
| Сергій Бєлошніков          |                                                                          |
| Інна Виходцева             |                                                                          |
| Ервін Кнаусмюллер          | німецький офіцер                                                         |
| Яна Друзь                  | дружина захисника Брестської фортеці                                     |
| Клавдія Козльонкова        | жінка в натовпі                                                          |
| Віктор Глущенко            | генерал-майор, підлеглий Рокоссовського                                  |
| Іван Агафонов              | комбриг (немає в титрах)                                                 |
| В'ячеслав Тихонов          | читає текст від автора                                                   |
| Артем Карапетян            | текст від автора                                                         |

## Знімальна група
- Автор сценарію і режисер:  Юрій Озеров
- Оператори-постановники: Ігор Черних,  Володимир Гусєв
- Композитор: Олександра Пахмутова. Пісню «Передній край» на вірші Миколи Добронравова виконує Муслім Магомаєв
- Художники: Тетяна Лапшина,  Олександр М'ягков